# Arenà - Renato Zero si racconta
Arenà - Renato Zero si racconta è un video-concerto e il quinto album dal vivo di Renato Zero, pubblicato il 2 dicembre 2016.

## L'opera
Arenà è costituito da un DVD e da 2 CD, che ripropongono il meglio dei tre concerti tenutisi all'Arena di Verona dall'1 al 3 giugno 2016. In questi tre concerti Zero è stato accompagnato dai Neri per Caso, mentre gli ospiti sono stati Elisa, Emma Marrone e Francesco Renga.
Nel DVD, oltre al concerto dell'artista, sono presenti dei brevi video, in cui Zero dialoga con Sergio Castellitto e Carlo Giuffré all'interno del suo camerino. In uno dei video presenti nel DVD fanno una breve apparizione anche Carlo Conti, Giorgio Panariello e Leonardo Pieraccioni.
I 2 CD contengono tutti i brani live presenti nel DVD e l'inedito Non dimenticarti di me.
Nel cofanetto contenente i tre dischi sono presenti anche 15 fotografie, scattate nel corso dei tre concerti.
Il concerto contenuto nel DVD è stato trasmesso su Rai 1 il 17 settembre 2016 e, in replica, il 6 maggio 2017.
L'album viene certificato disco d'oro per aver venduto venticinquemila copie.

## Versione DVD

### DVD
1. Vivo
2. Chiedi
3. Figli della guerra
4. In questo misero show
5. Una magia
6. La lista
7. Il cielo è degli angeli
8. Mentre aspetto che ritorni
9. Il tuo sorriso
10. Cercami (con Elisa)
11. Almeno tu nell'universo (cantata da Elisa; omaggio a Mia Martini)
12. Inventi
13. Voglia d'amare
14. Più su
15. Figaro
16. Spiagge (con Emma)
17. Sempre (con Emma; omaggio a Gabriella Ferri)
18. Sesso o esse
19. I nuovi santi
20. Magari
21. Galeotto fu il canotto
22. In apparenza
23. Gesù
24. Voyeur
25. Rivoluzione
26. Amico (con Francesco Renga)
27. Gli anni miei raccontano
28. I migliori anni della nostra vita
29. Il cielo

## Versione CD

### CD 1
1. Non dimenticarti di me – 3:56
2. Vivo – 4:15
3. Chiedi – 4:19
4. Figli della guerra – 4:26
5. In questo misero show – 4:29
6. Una magia – 4:04
7. La lista – 4:01
8. Il cielo è degli angeli – 3:40
9. Mentre aspetto che ritorni – 4:53
10. Il tuo sorriso – 3:58
11. Cercami (con Elisa) – 6:00
12. Almeno tu nell'universo (cantata da Elisa; omaggio a Mia Martini) – 3:53
13. Inventi – 3:19
14. Voglia d'amare – 4:14
15. Figaro – 7:22

Durata totale: 66:49

### CD 2
1. Più su – 5:32
2. Spiagge (con Emma Marrone) – 5:43
3. Sempre (con Emma Marrone; omaggio a Gabriella Ferri) – 3:44
4. Sesso o esse – 4:36
5. I nuovi santi – 5:28
6. Magari – 5:25
7. Galeotto fu il canotto – 4:20
8. In apparenza – 4:04
9. Gesù – 4:03
10. Voyeur – 4:53
11. Rivoluzione – 4:25
12. Amico (con Francesco Renga) – 5:23
13. Gli anni miei raccontano – 5:47
14. I migliori anni della nostra vita – 4:55
15. Il cielo – 6:10

Durata totale: 74:28

## Formazione
- Renato Zero - voce
- Lorenzo Poli - basso
- Lele Melotti - batteria
- Fabrizio Leo, Giorgio Cocilovo - chitarra
- Bruno Giordana - tastiera, sax
- Stefano Senesi - pianoforte
- Danilo Madonia - tastiera
- Rosario Jermano - percussioni
- Andrea Scarpa, Fabrizio Catinella - contrabbasso
- Francesco Fezzardi Ilaria Giorgi Ivan Merlini Nicole Leali Marcello Salvatore Simone Sitta - violoncello
- Andrea Testa, Anna Fornoni, Annalisa Cobelli, Barbara Catalina Parker Konster, Beatrice Cesaro, Claudia Giovannoli, Daniela Fusha, Doriana Bellani, Elisa Giampà, Federico Parolini, Gaetano Dolce, Gaspare Maniscalco, Gianrico Agresta, Luca Rocco, Lukasz Kurowski, Mark Randal Pagnozzi, Monica Vacatello, Rahel-Liis Aasrand, Serafino Tedesi, Tiziana Sottovia - violino
- Elena Bellini, Erica Mason, Federica Quaranta, Floriana Bertucci, Franco Gonzales Bertolino, Giacomo Battista, Luca Cacciatori, Stefano Soardo - viola
- Pierluigi Taddeucci, Valentino Trotti - tromba
- Maurizio De Virgilis, Giovanni Sberna - trombone
- Giulia Baruffaldi, Maria Chiara Arigò - oboe
- Cristina Noli, Scha De Ritis - flauto
- Giovanna Grassi, Simona Battistina Schena - corno
- Tomislav Maggini, Vincenzo Felicioni - fagotto
- Monica Parmigiani, Laura Terzi, Stefano Bioni - clarinetto
- Neri per Caso - cori

## Classifiche
| Classifica (2016) | Posizione massima |
| ----------------- | ----------------- |
| Italia            | 9                 |

### Classifiche di fine anno
| Classifica (2016) | Posizione |
| ----------------- | --------- |
| Italia            | 59        |